# Localiser mes Amis
Chronologie des versions
Localiser
Localiser mes Amis (appelé « Mes Amis » sur le SpringBoard) était un service et une application de suivi de téléphones portables développé par Apple. Elle a été remplacée par l'application Localiser en 2019.

## Histoire
Localiser mes Amis a été annoncé le 4 octobre 2011,, un jour avant la mort de Steve Jobs et sortie le 12 octobre 2011, plusieurs heures avant la sortie effective d'iOS 5.
L'application était installée par défaut de iOS 9 (en septembre 2015), à iOS 13/iPadOS 13 (en  septembre 2019). Les utilisateurs tournant sous iOS 8 peuvent la télécharger gratuitement depuis l'App Store.
Depuis iOS 13 et macOS Catalina, l'application a été fusionnée avec l'app Localiser mon iPhone et l'app Localiser mon Mac pour devenir « Localiser ».